# Герб Томпонского района
Герб муниципального образования «Томпонский район» Республики Саха (Якутия) Российской Федерации.
Герб утверждён постановлением Муниципального Совета Томпонского района № 15 от 5 апреля 2005 года.
Герб внесён в Государственный геральдический регистр Российской Федерации под регистрационным номером № 2012.

## Описание герба
« В лазоревом поле зелёная гора о трёх серебряных вершинах, между которыми — две других серебряных вершины, обременённая серебряным идущим северным оленем с золотыми рогами, черными глазами и ноздрями, отделённая тонким волнистым серебряным поясом и сопровождённая в оконечности двумя такими же поясами. Во главе семь серебряных дугообразно расположенных якутских алмазов (фигуры в виде поставленных на угол квадратов, каждый из которых расторгнут на шесть частей: накрест и наподобие двух сходящихся по сторонам стропил)».

## Описание символики герба
В центре щита в зелёном поле на фоне лазоревых гор с белыми вершинами изображён золоторогий белый олень (из местной легенды), приносящий удачу и благополучие. Горы символизируют собой географические особенности района и знак того, что местность богата полезными ископаемыми. В нижней части щита в лазоревом поле три волнистых белых линии символизируют соединение трёх рек в районе (Алдан, Амга, Томпо).
Алмазы в особой стилизации, аналогичной их стилизации в Государственном гербе Республики Саха (Якутия), обозначают административно-территориальную принадлежность муниципального образования к Республике Саха (Якутия).
Авторы герба: Лукин Сергей Иннокентьевич (г. Якутск), компьютерный дизайн: Матвеев Артур Матвеевич (г. Якутск).